# 13. duben
13. duben je 103. den roku podle gregoriánského kalendáře (104. v přestupném roce). Do konce roku zbývá 262 dní. Svátek má Aleš.

## Události

### Česko
- 1125 – Den po smrti Vladislava I. byl zvolen českým knížetem Soběslav I., nejmladší syn prvního českého krále Vratislava II.
- 1618 – Na Velký pátek došlo k požáru města Třeboně, při kterém shořela většina domů.
- 1918 – V Obecním domě v Praze se shromáždili představitelé českého kulturního a politického života a stvrdili zde svým souhlasem „Národní přísahu", kterou přednesl spisovatel Alois Jirásek.
- 1921 – Rudá záře nad Kladnem - u Zemského trestního soudu v Praze proběhl soud se 14 kladenskými radikály v čele s někdejším předsedou Československé komunistické strany na Rusi Aloisem Munou a budoucím prezidentem Antonínem Zápotockým.
- 1945 – Úřadu náčelníka hlavního štábu ministerstva národní obrany se ujal generál Bohumil Boček.
- 1949 – V Praze byla vytvořena jednotná mládežnická organizace - Československý svaz mládeže (ČSM) a po sovětském vzoru pro děti založena Pionýrská organizace (PO). Ostatní mládežnické a dětské organizace přestaly existovat.
- 1950 – V Československu proběhla „akce K“ – likvidace mužských řádů a řeholí. Po skončení této akce v květnu bylo 2376 mnichů soustředěno do internačních klášterů či táborů nucených prací.
- 1993 – Česká republika zakázala potraty pro cizí státní příslušníky.
- 2005 – Vláda Stanislava Grosse (ČSSD) schválila záměr koupit transportéry. Krátce nato vypsala tendr, do něhož se přihlásilo sedm firem. Ve finále zůstaly finská Patria a rakouský Steyr (součást USA americké General Dynamics) s Pandurem.
- 2007 – Automobilka Škoda Auto vyrobila poslední exemplář kompaktního hatchbacku modelové řady Škoda Fabia první generace, zatímco kombi a sedan zůstaly ve výrobě ještě řadu měsíců.

### Svět
- 1111 – Papež Paschalis II. korunoval Jindřicha V. římským císařem.
- 1348 – Černá smrt: Ve městě Toulon na jihovýchodě Francie bylo napadeno židovské ghetto, domy byly vyplněny a skoro čtyřicet mužů, žen a dětí bylo ve spánku zmasakrováno. Židé byli označeni za původce moru.
- 1742 – Händelovo oratorium Mesiáš poprvé proveden v Dublinu.
- 1870 – Bylo otevřeno Metropolitní muzeum umění v New Yorku.
- 1941 – Druhá světová válka: V Moskvě je podepsán sovětsko-japonský pakt o neútočení
- 1943 – Byl odhalen Jeffersonův památník ve Washingtonu, D.C.
- 1945 – Druhá světová válka: Armády SSSR a Bulharska osvobodily Vídeň.
- 1960 – USA spustily Transit 1-B, první satelitní navigační systém na světě.
- 1970 – Program Apollo – Apollu 13 explodovala nádrž s kyslíkem, což způsobilo smrtelné nebezpečí pro posádku a zhatilo naděje na přistání na Měsíci.
- 1975 – Na 15 let vypukla libanonská občanská válka.
- 1997 – Tiger Woods se stal nejmladším golfistou v historii, který vyhrál turnaj Masters.

## Narození

### Česko

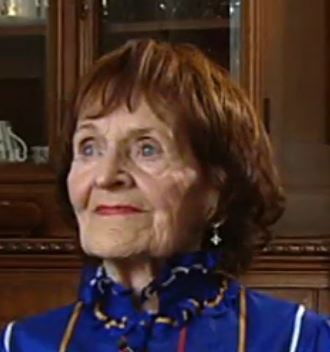
Jiřina Fikejzová (* 1927)

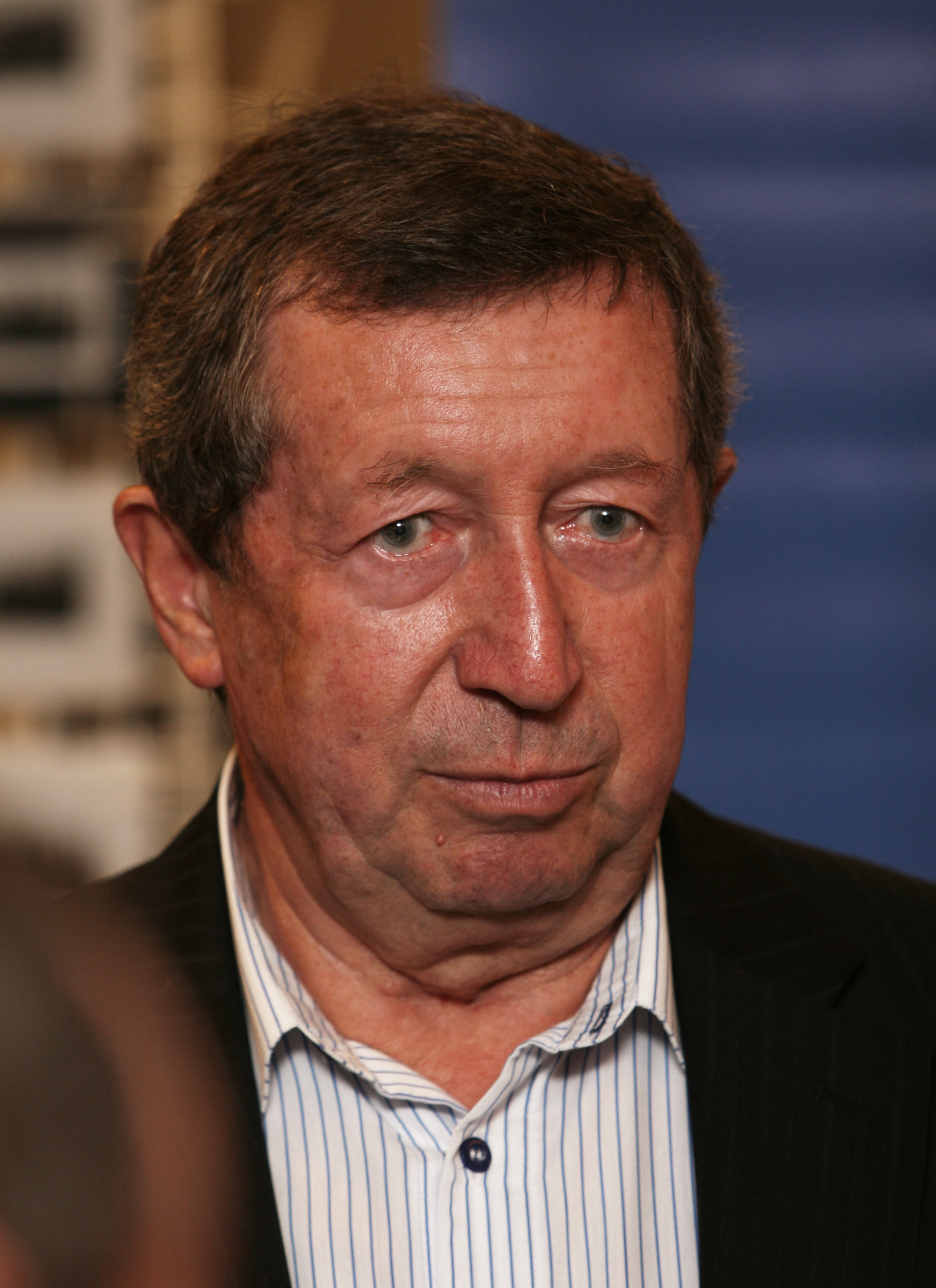
Štěpán Škorpil (* 1945)

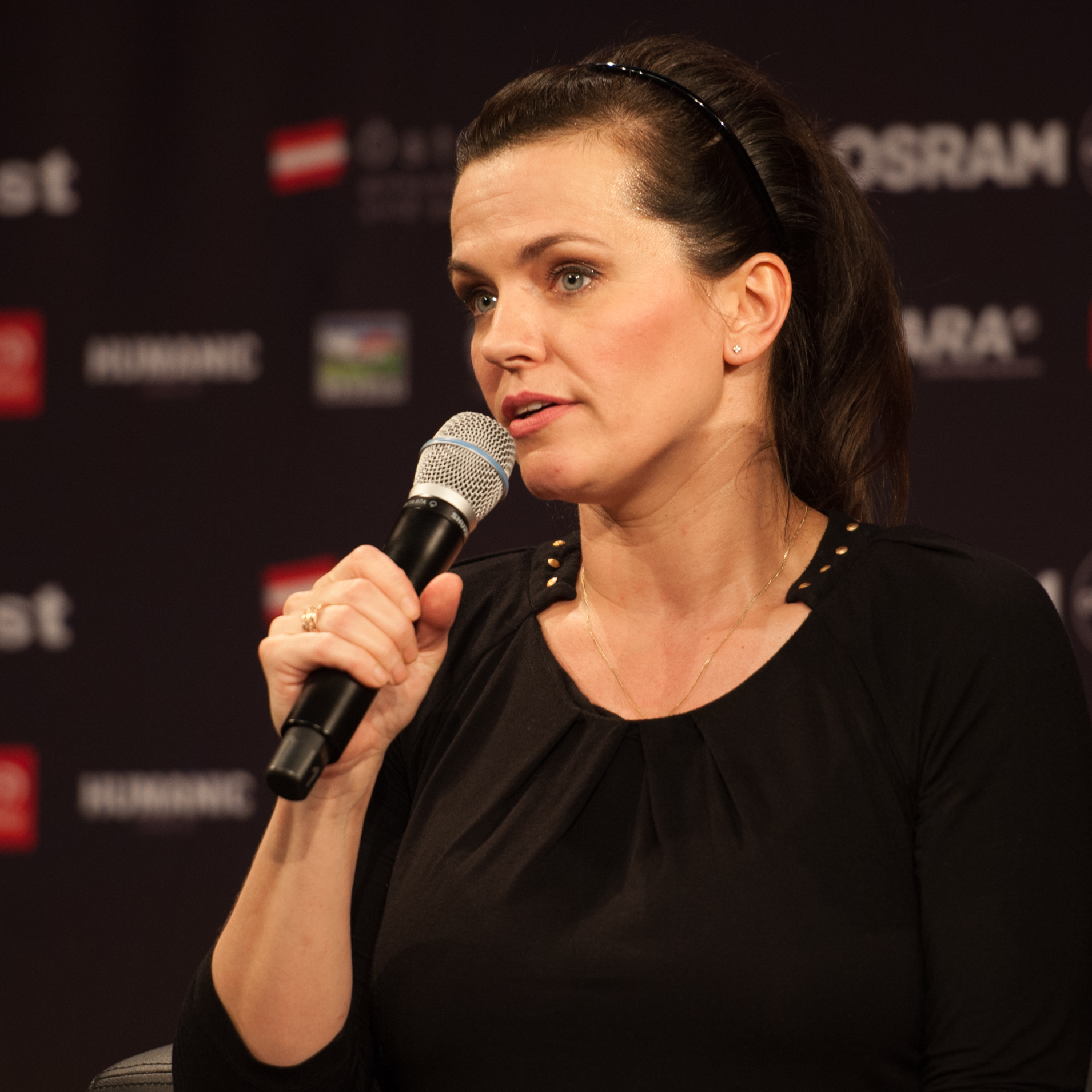
Marta Jandová (* 1974)

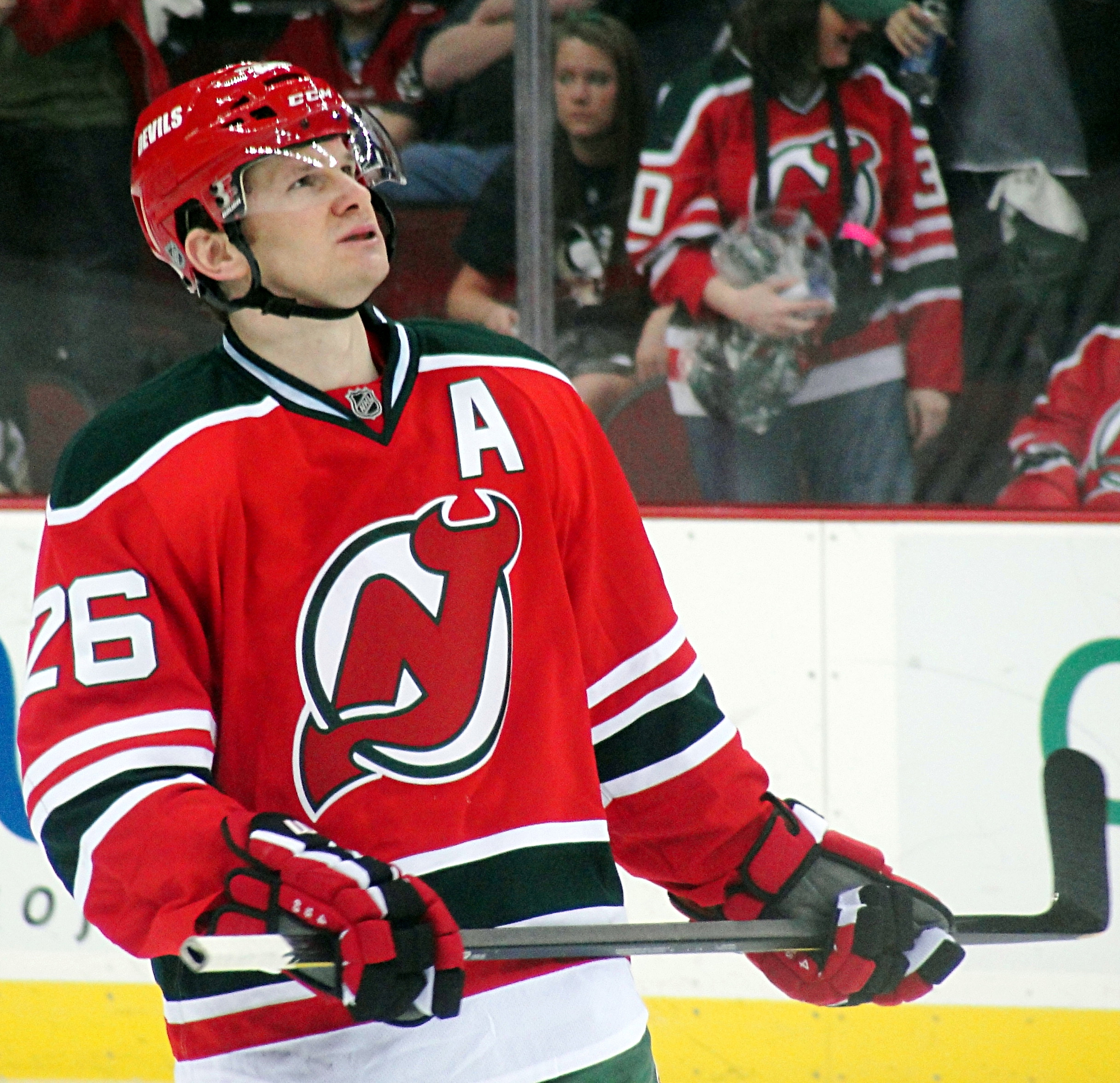
Patrik Eliáš (* 1976)

- 1442 – Jindřich IV. z Hradce, nejvyšší komorník Království českého a nejvyšší purkrabí pražský († 17. ledna 1507)
- 1827 – Hermenegild Jireček, právní historik († 29. prosince 1909)
- 1844 – Jan Hřímalý, houslista a hudební pedagog († 11. ledna 1915)
- 1847 – Eduard Strache, rakouský a český nakladatel, novinář a politik († 1. července 1912)
- 1855 – Julius Ambros, advokát a spisovatel († 22. května 1925)
- 1859 – Václav Burger, československý ministr železnic († 18. ledna 1923)
- 1863 – Jaroslav Prager, lékař, herec, autor textů k písním († 27. března 1902)
- 1869 – Jan Stavěl, světící biskup olomoucké diecéze († 6. listopadu 1938)
- 1875 – Václav Ertl, bohemista a překladatel († 12. února 1929)
- 1880 – František Votruba, básník, literární kritik, novinář a politik († 18. listopadu 1953)
- 1886 – Vojtěch Bořivoj Aim, hudební skladatel († 10. září 1972)
- 1889 – Alexandr Berndorf, spisovatel a regionální historik († 9. září 1968)
- 1896 – Alois Vocásek, účastník legendární bitvy u Zborova († 9. srpna 2003)
- 1900 – Prokop Drtina, právník a politik. († 16. října 1980)
- 1904 – Jaroslav Cuhra, architekt, křesťanský politik, odbojář a politický vězeň († 10. července 1974)
- 1907 – Roderich Menzel, česko-německý tenista († 17. října 1987)
- 1912
  - František Běloun, učitel matematiky a deskriptivní geometrie († 4. srpna 1992)
  - Miloš Sádlo, violoncellista († 14. října 2003)
- 1918 – Václav Bahník, překladatel († 3. března 2003)
- 1920
  - Karel Otčenášek, římskokatolický duchovní, biskup královéhradecký, římskokatolický teolog, patron IKUE († 23. května 2011)
  - Stanislav Rázl, předseda vlády České socialistické republiky († 4. listopadu 1999)
- 1922 – Stanislav Procházka, generálporučík († 17. července 2010)
- 1926
  - Pavel Peška, ústavní právník († 15. července 2013)
  - Vladislav Čáp, krasobruslař, olympionik, mezinárodní rozhodčí, politický vězeň († 30. prosince 2001)
- 1927 – Jiřina Fikejzová, textařka, hudební scenáristka a sportovkyně († 2. září 2020)
- 1928 – Jiří Bruder, herec († 31. května 2014)
- 1931 – Ivo Paukert, televizní scenárista a režisér († 4. dubna 2013)
- 1939 – Milan Vlček, katolický kněz († 12. prosince 1988)
- 1940
  - Jiří Reichl, režisér a scenárista († 11. března 1999)
  - Jan Horský, teoretický fyzik († 29. února 2012)
- 1941 – Jaroslav Bejvl, výtvarník a medailér († 28. června 2016)
- 1942
  - Helena Čižinská, kunsthistorička, spisovatelka
  - Jana Halířová, loutkoherečka († 15. březen 2004)
- 1944 – Milan Stehlík, filmový a divadelní herec a dabér († 2. srpna 2021)
- 1945 – Štěpán Škorpil, sportovní novinář, televizní komentátor
- 1947 – František Cipro, fotbalový trenér († 7. února 2023)
- 1950 – Jiří Crha, hokejový brankář
- 1951 – Mireia Ryšková, katolická teoložka
- 1958 – Karel Müller, archivář, historik a heraldik
- 1960 – Michal Pixa, kytarista a zpěvák
- 1965 – Michal Bílek, fotbalista a trenér
- 1967 – Broněk Černý, herec
- 1969 – Michal Pohanka, politik
- 1974
  - Marta Jandová, zpěvačka a muzikálová herečka (Die Happy)
  - Jiří Trvaj, hokejový brankář
- 1976 – Patrik Eliáš, hokejista

### Svět

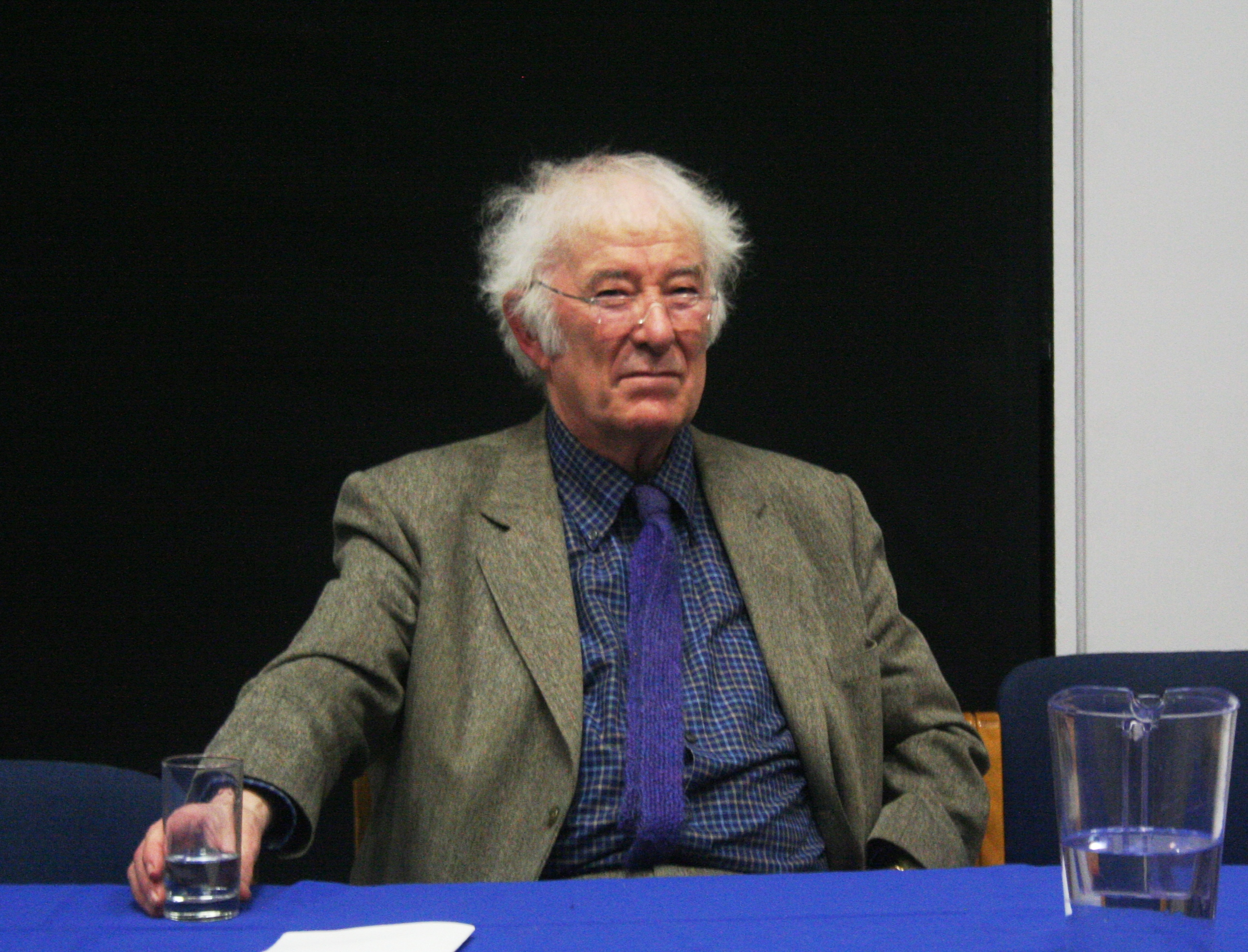
Seamus Heaney (* 1939)

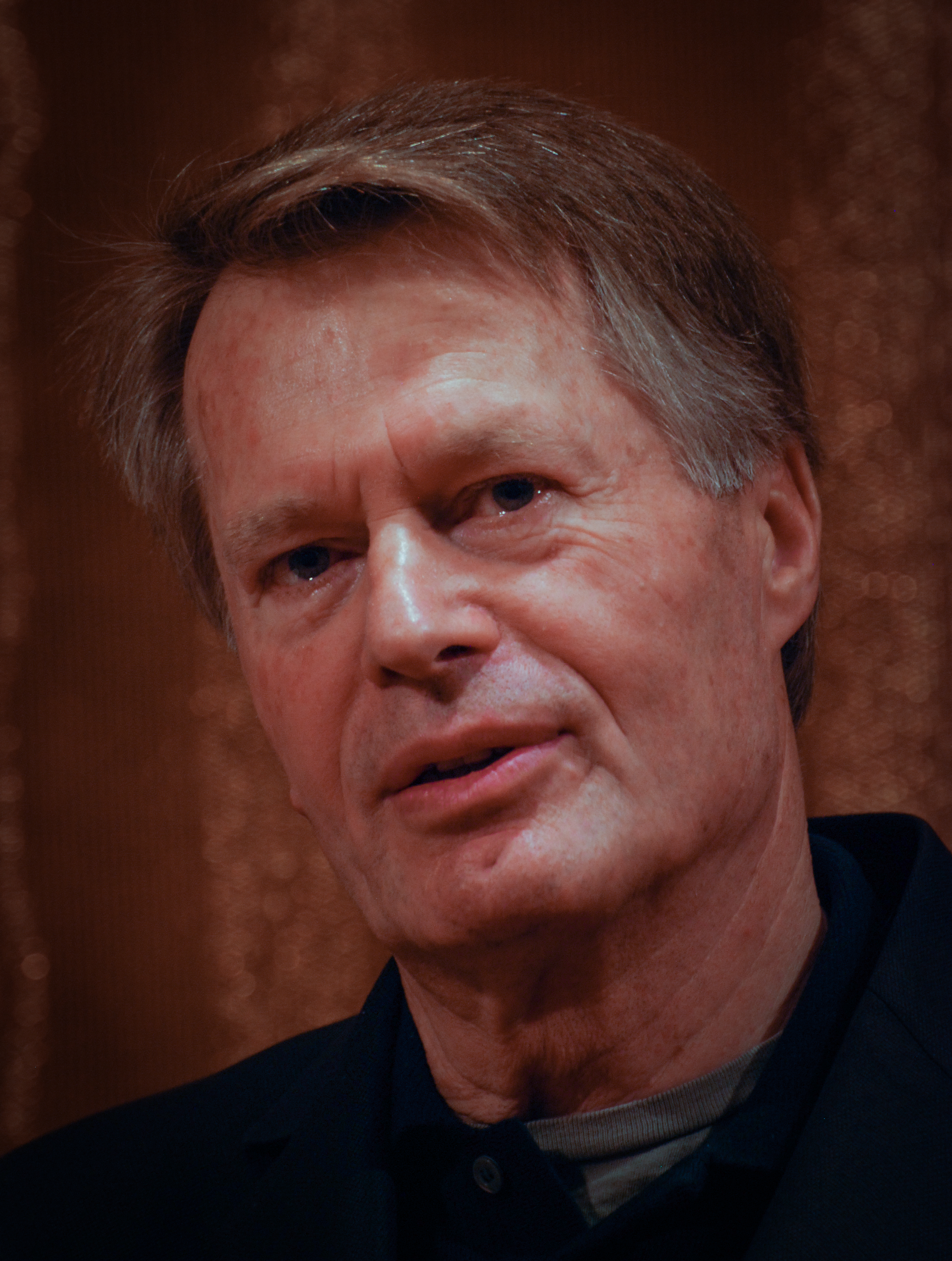
Jean-Marie Le Clézio (* 1940)

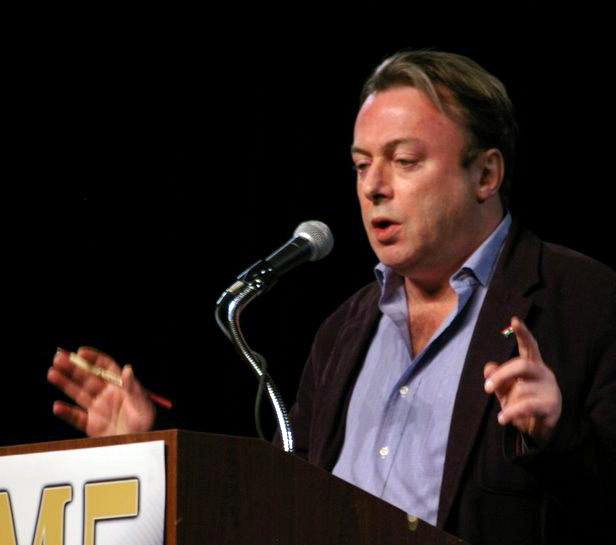
Christopher Hitchens (* 1949)

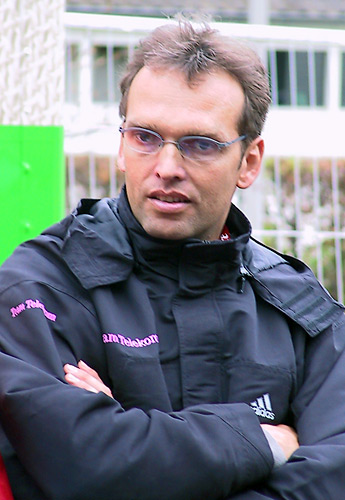
Olaf Ludwig (* 1960)

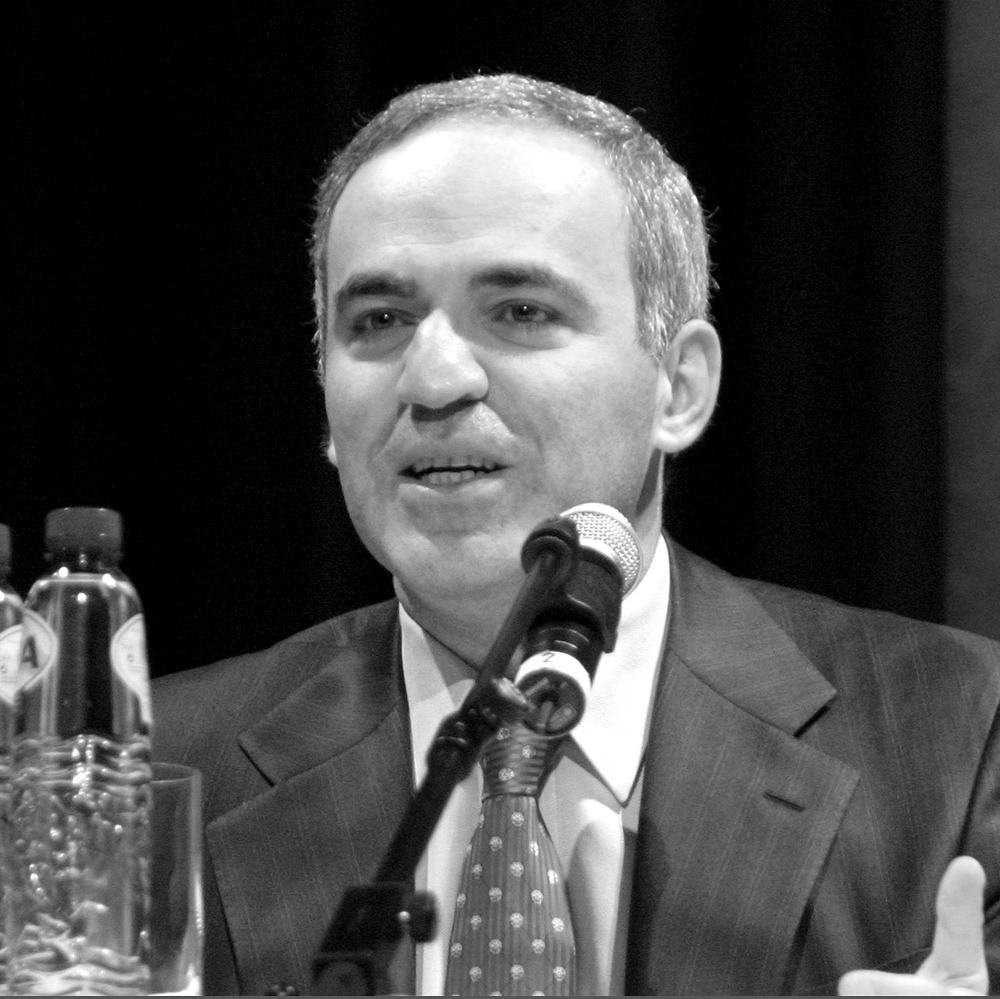
Garri Kasparov (* 1963)

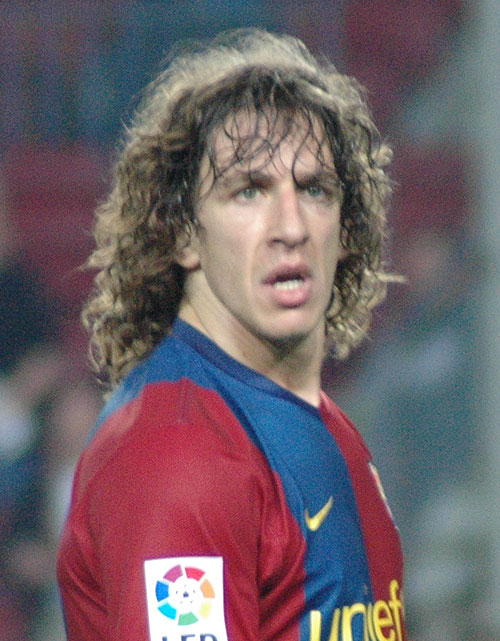
Carles Puyol (* 1978)

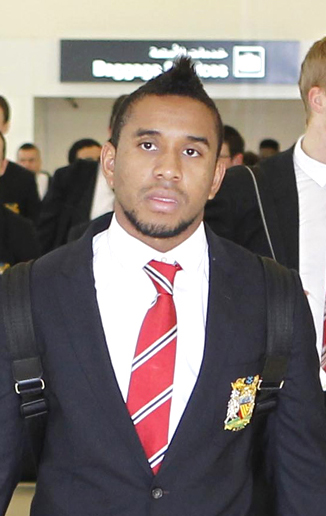
Anderson (* 1988)

- 1229 – Ludvík II. Hornobavorský, bavorský vévoda a rýnský falckrabě z dynastie Wittelsbachů († 2. února 1294)
- 1350 – Markéta III. Flanderská, flanderská hraběnka, manželka Filipa II. Burgundského († 16. března 1405)
- 1519 – Kateřina Medicejská, francouzská královna, manželka krále Jindřicha II. († 5. ledna 1589)
- 1570 – Guy Fawkes, anglický voják a katolický terorista († 31. ledna 1606)
- 1573 – Kristina Holštýnsko-Gottorpská, švédská královna († 8. prosince 1625)
- 1593 – Thomas Wentworth, 1. hrabě ze Staffordu, anglický šlechtic, státník a politik († 12. května 1641)
- 1648 – Madame Jeanne Guyon, francouzská mystička († 9. června 1717)
- 1729 – Thomas Percy, anglický biskup a básník († 30. září 1811)
- 1732 – Frederick North, britský státník († 5. srpna 1792)
- 1743 – Thomas Jefferson, americký politik, prezident USA v letech 1801–1809 († 4. července 1826)
- 1747 – Ludvík Filip II. Orleánský, orleánský vévoda († 6. listopadu 1793)
- 1760 – William Garrow, britský obhájce, politik a soudce († 24. září 1840)
- 1764 – Laurent Gouvion de Saint-Cyr, francouzský generál († 17. března 1830)
- 1766 – Samuel Johannes Pauly, švýcarský puškař a vynálezce († 1821)
- 1768 – Marie Josefa Esterházyová, lichtenštejnská knížecí princezna a kněžna z Esterházy († 8. srpna 1845)
- 1769 – Thomas Lawrence, anglický malíř († 7. ledna 1830)
- 1771 – Richard Trevithick, anglický technik († 22. dubna 1833)
- 1797 – Ferdinand Lobkowitz, kníže ze šlechtického rodu Lobkoviců († 18. prosince 1868)
- 1802 – Leopold Fitzinger, rakouský zoolog († 20. září 1884)
- 1814 – Teodolinda Leuchtenberská, württemberská hraběnka († 1. dubna 1857)
- 1816 – William Sterndale Bennett, anglický hudební skladatel († 1. února 1875)
- 1820 – Ivan Alexejevič Šestakov, ruský admirál, ministr námořnictva († 3. prosince 1888)
- 1828 – Josephine Butlerová, britská anglikánská aktivistka, feministka, sociální reformátorka († 30. prosince 1906)
- 1857 – Sarah Laddová, americká fotografka († 30. března 1927)
- 1860 – James Ensor, belgický malíř a grafik († 19. listopadu 1949)
- 1864 – Berta Zuckerkandlová, rakouská spisovatelka († 16. října 1945)
- 1866 – Butch Cassidy, americký železniční a bankovní lupič († 7. listopadu 1908)
- 1872
  - Alexander Roda Roda, rakouský židovský spisovatel († 20. srpna 1945)
  - Jan Szczepanik, polský chemik a vynálezce († 18. dubna 1926)
- 1875 – Antun Gustav Matoš, chorvatský spisovatel († 17. března 1914)
- 1877 – Christian Lautenschlager, německý automobilový závodník († 3. ledna 1954)
- 1881 – Ludwig Binswanger, švýcarský lékař a psychoanalytik († 5. února 1966)
- 1883 – Děmjan Bědnyj, sovětský spisovatel († 25. května 1945)
- 1885 – György Lukács, maďarský marxistický filozof a literární kritik († 4. června 1971)
- 1886 – Paul Dermée, belgický spisovatel († 27. prosince 1951)
- 1888 – Ľudovít Šenšel, slovenský evangelický kněz a poválečný politik († 22. července 1956)
- 1892 – Arthur Harris, velitel bombardovacího letectva Royal Air Force († 5. dubna 1984)
- 1895 – Maxmilián Evžen Rakouský, rakouský arcivévoda, bratr císaře Karla I. († 19. ledna 1952)
- 1897 – Aurélien Sauvageot, francouzský jazykovědec († 5. prosince 1988)
- 1899
  - Alfred Mosher Butts, americký architekt, tvůrce hry Scrabble († 4. dubna 1993)
  - Alfred Schütz, rakouský právník, filozof a sociolog († 20. května 1959)
  - Harold Osborn, americký olympijský vítěz ve skoku do výšky († 5. dubna 1975)
- 1900 – Zuzka Zguriška, slovenská spisovatelka († 24. září 1984)
- 1901 – Jacques Lacan, francouzský psychoanalytik († 9. září 1981)
- 1906
  - Edward Hamm, americký olympijský vítěz ve skoku do dálky 1928 († 25. června 1982)
  - Samuel Beckett, irský dramatik († 22. prosince 1989)
  - Erwin Schneider, rakouský horolezec a kartograf († 18. srpna 1987)
- 1907 – Elena Hálková, česká herečka († 9. září 1985)
- 1909 – Stanisław Ulam, americký matematik († 13. května 1984)
- 1913 – Masatoši Nakajama, japonský karatista († 15. dubna 1987)
- 1920
  - František Miko, slovenský literární vědec a teoretik, jazykovědec († 13. listopadu 2011)
  - John LaPorta, americký jazzový klarinetista († 12. května 2004)
  - Liam Cosgrave, premiér Irska († 4. října 2017)
- 1922
  - John Braine, anglický spisovatel († 28. října 1986)
  - Julius Nyerere, prezident Tanzanie († 14. října 1999)
- 1924 – Pierre Bastien, francouzský lékař († 21. května 2006)
- 1925 – Michael Halliday, britský jazykovědec († 15. dubna 2018)
- 1926 – John Spencer-Churchill, 11. vévoda z Marlborough, britský šlechtic a politik († 16. října 2014)
- 1928 – Teddy Charles, americký vibrafonista, klavírista a hudební skladatel († 16. dubna 2012)
- 1937 – Edward Fox, britský herec
- 1938 – Eddie Marshall, americký bubeník († 7. září 2011)
- 1939 – Seamus Heaney, irský spisovatel, nositel Nobelovy ceny († 30. srpna 2013)
- 1940
  - Karol Benický, slovenský fotograf, nakladatel († 2. srpna 2011)
  - Vladimir Cosma, rumunsko-francouzský skladatel filmové hudby
  - Jean-Marie Gustave Le Clézio, francouzský spisovatel
- 1942 – Ricardo Blázquez Pérez, španělský kardinál
- 1943 – Tim Krabbé, nizozemský spisovatel a šachista
- 1944 – Jack Casady, americký baskytarista
- 1945
  - Judy Nunn, australská herečka, scenáristka a spisovatelka
  - Lowell George, americký zpěvák († 29. června 1979)
- 1946
  - Della Jones, velšská operní pěvkyně
  - Al Green, americký gospelový a soulový zpěvák
- 1947 – Gottfried Wagner, německý multimediální režisér a publicista
- 1948 – Drago Jančar, slovinský prozaik, dramatik, esejista a žurnalista
- 1949
  - Jean-Jacques Favier, francouzský metalurg a kosmonaut († 19. března 2023)
  - Christopher Hitchens, anglicko-americký spisovatel a novinář († 15. prosince 2011)
- 1950
  - Takao Kawaguči, reprezentant Japonska v judu, olympijský vítěz
  - Ron Perlman, americký herec
  - William Sadler, americký herec
- 1951
  - Peter Davison, anglický herec
  - Haydn Bendall, anglický hudební producent
- 1953 – Konrad Paul Liessmann, rakouský literární vědec a filozof
- 1954 – Roberto Dinamite, brazilský fotbalista († 8. ledna 2023)
- 1957 – Amy Goodmanová, americká novinářka a spisovatelka
- 1958 – Joseba Sarrionandia, baskický spisovatel a překladatel
- 1959 – Rudo Prekop, slovenský fotograf
- 1960 – Olaf Ludwig, německý cyklista
- 1963 – Garri Kasparov, ázerbájdžánský šachista a politik
- 1974 – Sergej Gončar, ruský hokejista
- 1978
  - Carles Puyol, španělský fotbalista
  - Raemon Sluiter, nizozemský tenista
  - Sylvie Meis, nizozemská modelka a herečka
- 1979 – Gréta Arnová, německá tenistka
- 1981 – Simon Greul, německý tenista
- 1983
  - Nicole Cookeová, britská cyklistka
  - Schalk Burger, jihoafrický ragbista
- 1987 – Allison Weiss, americká zpěvačka a kytaristka
- 1988 – Anderson Luís de Abreu Oliveira, brazilský fotbalista
- 1990 – Anastasija Sevastovová, lotyšská tenistka
- 1992 – George North, velšský ragbista

## Úmrtí

### Česko

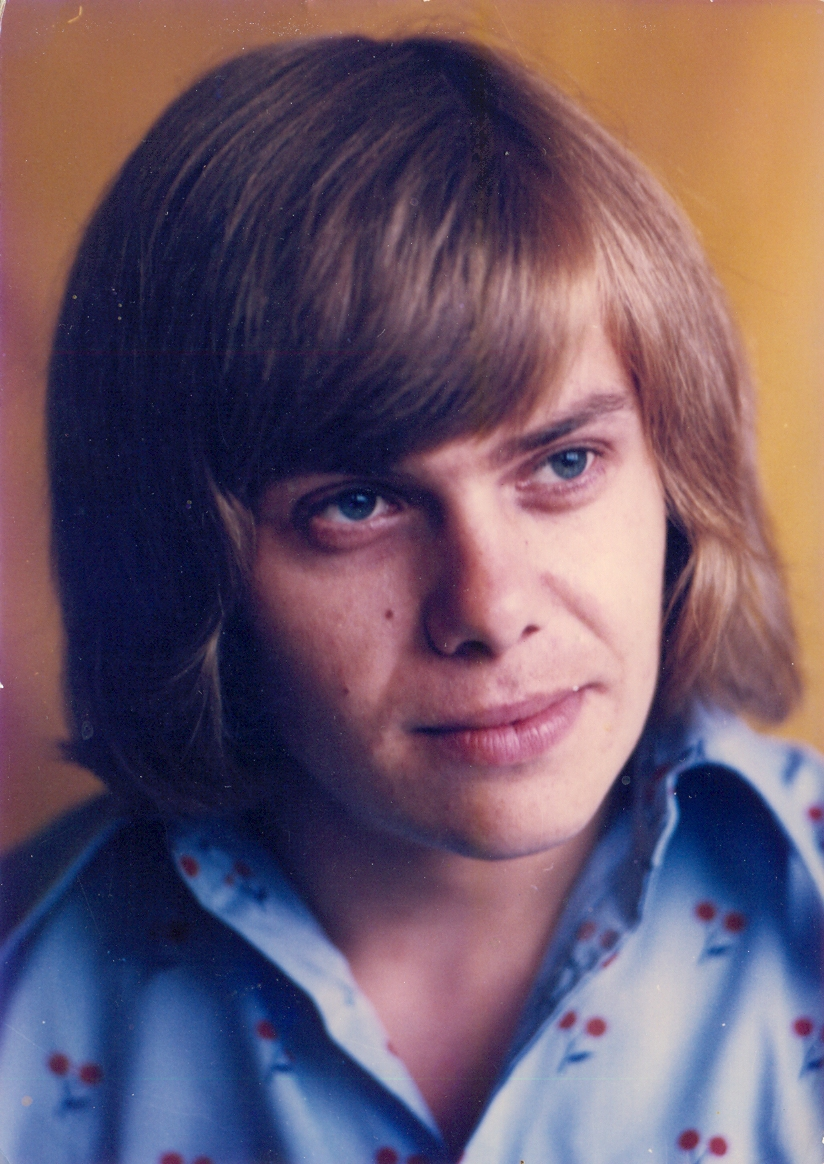
Jiří Schelinger († 1981)

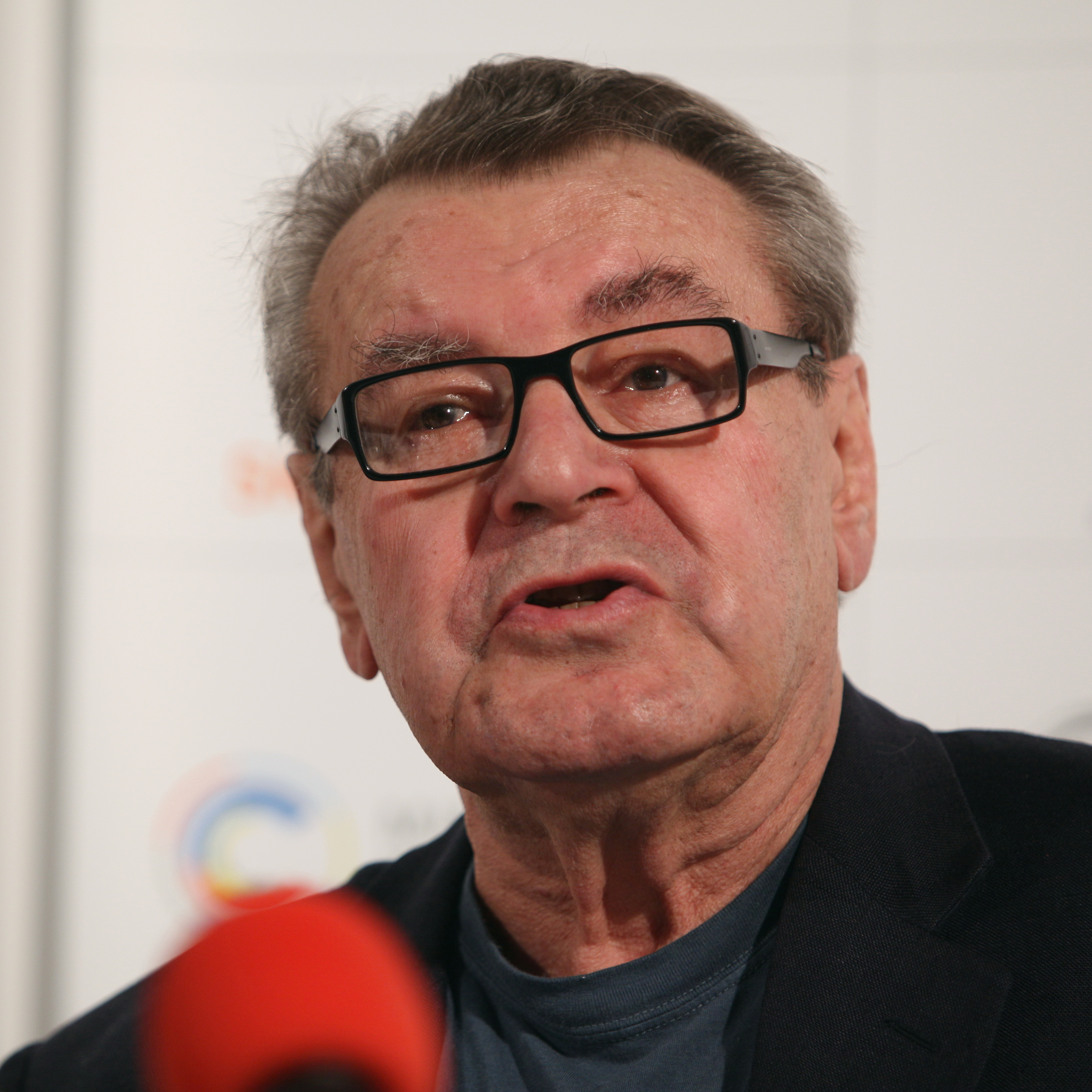
Miloš Forman († 2018)

- 1620 – Linhart Colona z Felsu, šlechtic a vojevůdce (* 1565)
- 1786 – Jan Tomáš Kuzník, kantor, básník a hudební skladatel (* okolo r. 1716)
- 1825 – Josef Jelínek, hudební skladatel, klavírista a varhaník (* 3. prosince 1758)
- 1831 – Ferdinand Kauer, rakouský hudební skladatel, houslista, klavírista a dirigent narozený v Čechách (* 18. ledna 1751)
- 1894 – Adolf Brecher, lékař, spisovatel a básník (* 4. dubna 1831)
- 1899 – Bohdan Neureutter, dětský lékař, profesor UK (* 20. listopadu 1829)
- 1903 – Jan Herzer, překladatel z francouzštiny, autor slovníků a učebnic (* 13. listopadu 1850)
- 1926 – Adolf Posselt, poslanec Českého zemského sněmu a starosta Jablonce nad Nisou (* 9. května 1844)
- 1928 – Ferdinand Karafiát, spisovatel a lékař (* 1. září 1870)
- 1936 – Václav Neubert, knihkupec, tiskař a nakladatel (* 20. května 1852)
- 1942 – Julius Morman, hudební skladatel (* 16. dubna 1877)
- 1966
  - Čestmír Loukotka, lingvista a etnolog (* 12. listopadu 1895)
  - Jan Strakoš, literární kritik, historik, teoretik a překladatel (* 1. června 1899)
- 1968 – Olga Scheinpflugová, herečka a spisovatelka (* 3. prosince 1902)
- 1969 – Miroslav Štefek, hornista (* 7. března 1916)
- 1973 – Karel Böhm, právník, hudební skladatel a dirigent (* 12. ledna 1890)
- 1981 – Jiří Schelinger, rockový zpěvák (* 6. března 1951)
- 1982 – Božena Šebetovská, zpěvačka lidových písní (* 6. ledna 1919)
- 1994 – Rudolf Hrušínský, herec (* 17. říjen 1920)
- 1995 – Miloš Sedmidubský, hudební skladatel (* 21. února 1924)
- 1997 – Ladislav Holý, antropolog (* 4. dubna 1933)
- 2000 – Mario Feinberg, zpěvák a skladatel (* 18. srpna 1962)
- 2006 – Pavel Koutecký, filmový dokumentarista a scenárista (* 10. června 1956)
- 2007 – Václav Žilka, flétnista, pedagog a publicista (* 19. září 1924)
- 2009 – Rudolf Krátký, herec (* 16. listopadu 1919)
- 2010 – Helena Rašková, farmakoložka (* 2. ledna 1913)
- 2011 – Zdeněk Vašíček, filozof, esejista, historik, archivář, archeolog (* 20. května 1933)
- 2012 – Ivo Mička, novinář a spisovatel (* 19. ledna 1938)
- 2018 – Miloš Forman, režisér (* 18. února 1932)
- 2023 – Jana Lorencová, politička a novinářka (* 2. dubna 1940)

### Svět

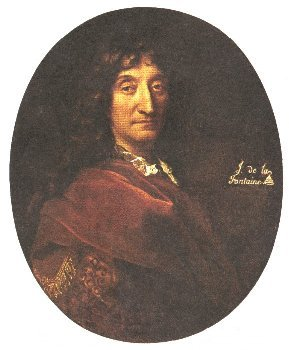
Jean de La Fontaine († 1695)

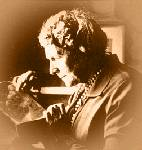
Annie Jump Cannon († 1941)

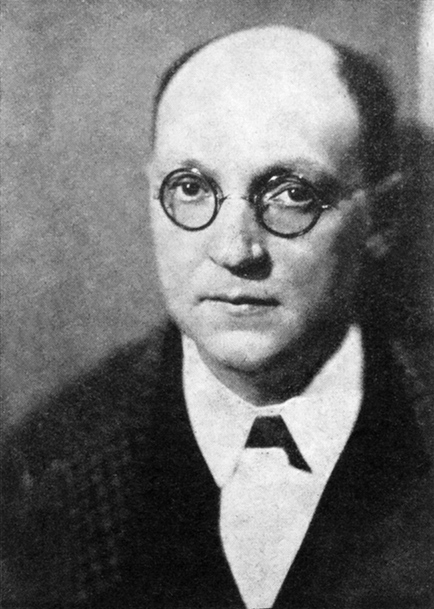
Georges Duhamel († 1966)

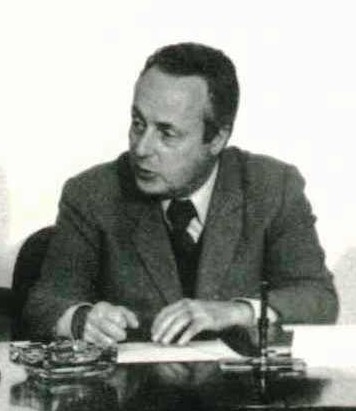
Giorgio Bassani († 2000)

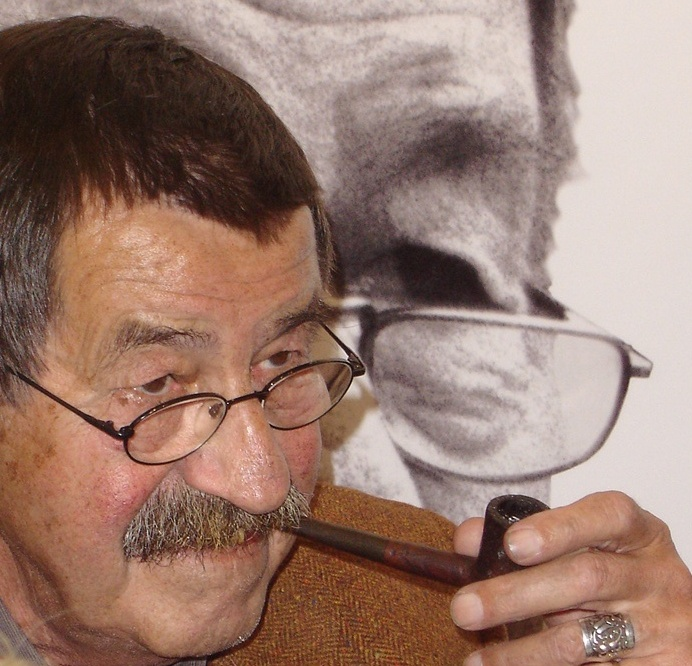
Günter Grass († 2015)

- 0862 – Donald I., král skotský (* 812)
- 1084 – Hoel II. Bretaňský, bretaňský vévoda (* asi 1030)
- 1093 – Vsevolod I. Jaroslavič, kyjevský kníže z rodu Rurikovců, syn Jaroslava Moudrého (* 1030)
- 1275 – Eleonora Anglická (1215), hraběnka z Pembroke a z Leicesteru z dynastie Plantagenetů (* 1215)
- 1377 – Guillaume de Machaut, francouzský básník (* 1300)
- 1592 – Bartolomeo Ammanati, italský architekt a sochař (* 18. června 1511)
- 1605 – Boris Fjodorovič Godunov, ruský car (* 1552)
- 1612 – Kodžiró Sasaki, japonský šermíř (* 1585)
- 1638 – Henri II. de Rohan, francouzský vojevůdce, přední vůdce hugenotů (* 25. srpna 1578)
- 1695 – Jean de La Fontaine, francouzský spisovatel (* 8. července 1621)
- 1742 – Giovanni Veneziano, italský hudební skladatel a varhaník (* 11. března 1683)
- 1748 – Gustava Karolina Meklenbursko-Střelická, meklenbursko-schwerinská vévodkyně (* 12. července 1694)
- 1794 – Jean-Baptiste Gobel, francouzský politik a biskup (* 1. září 1727)
- 1808 – Antonio Meucci, italský vynálezce († 18. října 1889)
- 1815 – Edward Edwards, britský námořní důstojník a admirál (* 1742)
- 1865 – Achille Valenciennes, francouzský zoolog, parazitolog a ichtyolog (* 9. srpna 1794)
- 1878 – Henri de Dion, francouzský konstruktér a inženýr (* 23. prosince 1828)
- 1882 – Bruno Bauer, německý teolog, filozof a historik (* 6. září 1809)
- 1893 – Jean Dufresne, německý šachový mistr (* 14. února 1829)
- 1904
  - Stěpan Makarov, ruský viceadmirál, oceánograf, polární badatel a lodní konstruktér (* 8. ledna 1849)
  - Ernest Fournier de Flaix, francouzský ekonom (* 13. listopadu 1824)
  - Vasilij Vasiljevič Věreščagin, ruský malíř (* 26. října 1842)
- 1910 – William Quiller Orchardson, skotský malíř (* 27. března 1832)
- 1918 – Lavr Georgijevič Kornilov, carský a bělogvardějský generál (* 30. srpna 1870)
- 1938 – Grey Owl, kanadský spisovatel (* 18. září 1888)
- 1941
  - Ferdynand Hoesick, polský nakladatel, spisovatel a literární historik (* 16. října 1867)
  - Annie Jump Cannon, americká astronomka (* 11. prosince 1863)
- 1943 – Oskar Schlemmer, německý malíř, sochař a choreograf (* 4. září 1888)
- 1945 – Ernst Cassirer, německo-americký filozof (* 28. července 1874)
- 1954 – Samuel Jones, americký olympijský vítěz ve skoku do výšky (* 16. ledna 1880)
- 1956 – Emil Nolde, německý expresionistický malíř (* 7. srpna 1867)
- 1965 – Pjotr Nikolajevič Savickij, ruský ekonom, sociolog a geograf (* 3. února 1895)
- 1966
  - Abdul Salám Árif, třetí prezident Iráku (* 21. března 1921)
  - Georges Duhamel, francouzský spisovatel a myslitel (* 30. července 1884)
  - Carlo Carrà, italský malíř (* 11. února 1881)
- 1973 – Henry Darger, americký spisovatel a výtvarník (* 12. dubna 1892)
- 1977 – Anna Kafendová, slovenská klavíristka (* 24. června 1895)
- 1981 – Joe Louis, americký boxer (* 12. května 1914)
- 1983 – Mercè Rodoreda, katalánská spisovatelka (* 10. října 1908)
- 1985 – Kit Kleinová, americká rychlobruslařka, mistryně světa 1936 (* 28. března 1910)
- 1986
  - Jack van Bebber, americký zápasník, zlato na OH 1932 (* 27. července 1907)
  - Dorothy Ashby, americký harfenistka (* 6. srpna 1932)
- 1993 – Cesar Chavez, americký aktivista mexického původu (* 31. března 1927)
- 1996 – George Mackay Brown, skotský básník, prozaik a dramatik (* 17. října 1921)
- 1999 – Willi Stoph, východoněmecký politik a armádní generál (* 9. července 1914)
- 2000 – Giorgio Bassani, italský romanopisec, básník a esejista (* 4. března 1916)
- 2005 – Nikola Ljubičić, jugoslávský partyzán a komunistický politik (* 4. listopadu 1916)
- 2008
  - John Archibald Wheeler, americký fyzik (* 9. července 1911)
  - Ignazio Fabra, italský zápasník, mistr světa v zápase řecko-římském (* 25. dubna 1930)
- 2009
  - Abel Paz, španělský anarchista, bojovník a historik (* 12. srpna 1921)
  - Karol Laco, slovenský politik, místopředseda vlády ČSSR (* 28. října 1921)
- 2012 – Mimi Malenšek, slovinská spisovatelka (* 8. února 1919)
- 2013 – Chi Cheng, americký baskytarista (* 15. srpna 1970)
- 2014
  - Ernesto Laclau, argentinský filozof (* 6. října 1935)
  - Michael Ruppert, americký spisovatel (* 3. února 1951)
- 2015
  - Eduardo Galeano, uruguayský novinář a spisovatel (* 3. září 1940)
  - Günter Grass, německý spisovatel, Nobelova cena za literaturu (* 16. října 1927)
- 2019
  - Ján Starší, slovenský hokejista a trenér (* 17. října 1933)
  - Tony Buzan, anglický autor a výchovný poradce (* 2. června 1942)
  - Paul Greengard, americký neurobiolog, nositel Nobelovy ceny za fyziologii nebo lékařství (* 11. prosince 1925)
- 2023
  - Craig Breen, irský rallyový závodník (* 2. února 1990)
  - Mary Quantová britská módní návrhářka (* 11. února 1930)

## Svátky

### Česko
- Aleš, Aleška
- Norma

### Svět
- Slovensko – Aleš

| 13. duben v pražském KlementinuÚdaje jsou platné k 29. 4. 2025. | 13. duben v pražském KlementinuÚdaje jsou platné k 29. 4. 2025. | 13. duben v pražském KlementinuÚdaje jsou platné k 29. 4. 2025. |
| minimum                                                         | denní průměr                                                    | maximum                                                         |
| --------------------------------------------------------------- | --------------------------------------------------------------- | --------------------------------------------------------------- |
| −3,2 °C (1986)                                                  | 8,6 °C (od 1961)                                                | 23,6 °C (1952)                                                  |